# Dieu marche à reculons
Pour plus de détails, voir Fiche technique et Distribution.
Dieu marche à reculons (Isten hátrafelé megy) est un  film hongrois réalisé par Miklós Jancsó, sorti en 1991.

## Fiche technique
- Titre original : Isten hátrafelé megy
- Titre français : Dieu marche à reculons
- Réalisation : Miklós Jancsó
- Scénario : Miklós Jancsó et Gyula Hernádi
- Pays d'origine : Hongrie
- Format : Couleurs - 35 mm - 1,66:1
- Genre : drame
- Durée : 87 minutes
- Date de sortie : 1991

## Distribution
- Károly Eperjes : Marci
- György Dörner : Marci Barátja
- József Madaras : Habókos Márton, l'oncle de Marci
- Attila Kaszás : A kölyök
- Magdolna Rimán : Nathalie